# Jan Hrdina
Jan Hrdina (* 5. Februar 1976 in Hradec Králové, Tschechoslowakei) ist ein ehemaliger tschechischer Eishockeyspieler, der während seiner aktiven Karriere unter anderem für die Pittsburgh Penguins, Phoenix Coyotes, New Jersey Devils und Columbus Blue Jackets in der National Hockey League gespielt hat.

## Karriere
Hrdina stammt aus dem Nachwuchs des HC Hradec Králové und entschied sich 1994 zu einem Wechsel nach Nordamerika. Dort spielte er zwischen 1994 und 1996 in der Western Hockey League für die Seattle Thunderbirds, die ihn beim CHL Import Draft 1994 an insgesamt 16. Position gezogen hatten, und die Spokane Chiefs. Während des NHL Entry Draft 1995 wurde er von den Pittsburgh Penguins in der fünften Runde an insgesamt 128. Stelle ausgewählt. 1996 erhielt Hrdina seinen ersten Profivertrag bei den Cleveland Lumberjacks aus der International Hockey League. In der Saison 1997/98 ging er für die Syracuse Crunch in der American Hockey League aufs Eis. Zwischen 1998 und 2003 spielte er ausschließlich für die Pittsburgh Penguins in der National Hockey League und konnte seine Punkteausbeute bis 2002 auf 57 Scorerpunkte ausbauen.
Im März 2003 tauschten die Pittsburgh Penguins ihn zusammen mit François Leroux gegen Ramzi Abid, Dan Focht und Guillaume Lefebvre von den Phoenix Coyotes. Ein Jahr später, im März 2004, schickten ihn die Coyotes zu den New Jersey Devils, die dafür Michael Rupp und einen Draft-Pick erhielten.
Während des Lockouts in der NHL-Saison 2004/05 kehrte Hrdina nach Europa zurück und spielte für den HC Kladno in der tschechischen Extraliga. Im August 2005 erhielt er einen Einjahresvertrag bei den Columbus Blue Jackets, für die er in 75 NHL-Partien 33 Scorerpunkte sammelte.
Nachdem er im Sommer 2006 keinen neuen NHL-Vertrag erhalten hatte, wurde Hrdina am 28. August 2006 vom HV71 aus der Elitserien verpflichtet. Der Vertragsbeginn war auf den 18. Oktober 2006 datiert, so dass er einen steuervergünstigten Halbjahres-Vertrag erhielt. Daher absolvierte er zu Beginn der Saison 2006/07 einige Spiele für HIFK Helsinki aus der finnischen SM-liiga. Nach Saisonende verlängerte er seinen Vertrag um zwei weitere Jahre. 2008 wurde er mit dem HV71 Schwedischer Meister.
Nachdem er in der Saison 2008/09 drei Spiele absolviert hatte, unterzog sich Hrdina aufgrund anhaltender Verletzungsprobleme einer Hüftoperation. Nach der Operation bestritt Hrdina kein Spiel mehr. Im Juli 2011 erklärte er in einem Interview, dass er aufgrund der Hüftoperation habe seine Karriere beenden müssen.

### International
Für Tschechien spielte Hrdina zunächst bei der U18-Europameisterschaft, wo die Bronzemedaille errungen wurde. Anschließend stand er für die tschechische U20-Auswahl bei der U20-Weltmeisterschaft 1995 auf dem Eis.
Mit der tschechischen Herren-Auswahl nahm er 2002 an den Olympischen Winterspielen in Salt Lake City und der Weltmeisterschaft in Schweden teil.

## Erfolge und Auszeichnungen
- 1994 Bronzemedaille bei der U18-Europameisterschaft
- 1999 NHL-Rookie des Monats Januar
- 2008 Schwedischer Meister mit dem HV71

## Karrierestatistik

### International
Vertrat Tschechien bei:
- Junioren-Europameisterschaft 1994
- Junioren-Weltmeisterschaft 1995
- Olympischen Winterspielen 2002
- Weltmeisterschaft 2002

(Legende zur Spielerstatistik: Sp oder GP = absolvierte Spiele; T oder G = erzielte Tore; V oder A = erzielte Assists; Pkt oder Pts = erzielte Scorerpunkte; SM oder PIM = erhaltene Strafminuten; +/− = Plus/Minus-Bilanz; PP = erzielte Überzahltore; SH = erzielte Unterzahltore; GW = erzielte Siegtore; 1 Play-downs/Relegation; Kursiv: Statistik nicht vollständig)